# Микола Олександрович Дурман (Mykola Durman)

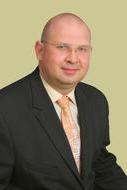

Микола Олександрович Дурман — український та канадський науковець, громадський діяч. Доктор наук з державного управління (2021), професор (2021), кандидат технічних наук (2000), доцент (2002), Phd of Information Technology (2005), Заслужений працівник освіти України (2018), державний службовець 4-ого рангу, радник податкової служби І рангу (2004). Експерт у сфері формування та реалізації державної регуляторної політики (регуляторної політики у сфері господарських відносин) та місцевого/регіонального економічного розвитку і стратегування. 

## Життєпис
Народився 22 травня 1974 року в м. Берислав Херсонської області. 
1991 року із золотою медаллю закінчив середню школу у смт Брилівка (смт) Цюрупинського району Херсонської області.
1996 року з відзнакою закінчив Херсонський індустріальний інститут за спеціальністю 22.04 "Програмне забезпечення ЕОМ та АСУ".
Має вищу освіту за трьома спеціальностями: інженер-програміст; магістр управління комп’ютеризованими системами автоматики; спеціаліст з фінансів.
1999 року закінчив аспірантуру Херсонського державного технічного університету за спеціальністю 05.13.06 — Автоматизовані системи управління та прогресивні інформаційні технології.
2000 року захистив дисертацію на тему "Моделі та методи інформаційної підтримки прийняття рішень в управлінні складними технологічними процесами"  на здобуття наукового ступеню кандидата технічних наук. 
2002 року отримав вчене звання Доцент. 2004 року народилася донька Єлизавета.
У 2004-2005 роках працював заступником голови Державної податкової адміністрації в Херсонській області, де курував напрямки модернізації державної податкової служби та управління проєктами і програмами, а також Державний службовець V-ого рангу, спеціальне звання "Радник податкової служби І рангу".
У 2007-2008 роках працював деканом факультету судноводіння Херсонського державного морського інституту, там же завідував кафедрою інформаційних технологій.
У 2008 році народився син Лев.
У 2011 році закінчив докторантуру Національної академії державного управління при Президентові України за спеціальністю 25.00.02 – Механізми державного управління (кафедра суспільного розвитку і суспільно-владних відносин та кафедра парламентаризму і політичного менеджменту).
З 2011 року – по серпень 2020 року працював в Херсонському національному технічному університеті доцентом кафедри державного управління і місцевого самоврядування [Архівовано 8 червня 2020 у Wayback Machine.], керівником секції "Електронне урядування".
З вересня 2020 року – професор кафедри державного управління і місцевого самоврядування Херсонського національного технічного університету. У листопаді 2020 року захистив дисертацію доктора наук з державного управління на тему "Формування та реалізація державної регуляторної політики в Україні".
2021 року присуджено науковий ступінь доктора наук з державного управління за спеціальністю 25.00.02 - Механізми державного управління, цього ж року присвоєно вчене звання професора по кафедрі державного управління і місцевого самоврядування Херсонського національного технічного університету. 
З серпня 2022 року є докторантом спеціальності "Політологія" Українського вільного університету (Мюнхен) . 
З 2023 року проживає в Мюнхені (Баварія, Німеччина) та Монреалі (Квебек, Канада). 
З серпня 2023 року - професор-дослідник (professeur-chercheur) Національної школи публічного управління (Квебек, Канада). L'École nationale d'administration publique (ENAP) est un chef de file dans la recherche en administration publique au Québec, au Canada et dans la francophonie mondiale. 

## Наукова діяльність
У своїй науковій діяльності поєднує теоретичні знання та практичні навички за всіма своїми освітніми напрямками , серед головних - державна регуляторна політика, децентралізація, стратегічне планування, проєктний менеджмент, ґендерні права тощо.
Профілі в наукометричних базах:
- ORCID: https://orcid.org/0000-0002-3775-205X
- Scopus: https://www.scopus.com/authid/detail.uri?authorId=57222540165
- Publons (WoS): https://publons.com/researcher/ABC-1610-2020
- Google Scholar: https://scholar.google.com/citations?hl=uk&user=KPkzS2oAAAAJ&view_op=list_works
- Профіль Redalyc:  https://www.redalyc.org/autor.oa?id=46494

Член редколегій іноземних та вітчизняних наукових фахових видань:
- «The Journal of Eastern European and Central Asian Research» (одночасно індексується в науковометричних базах Scopus i Web of Science, Q3) [7];
- «Вісник Херсонського національного технічного університету». Серія "Державне управління" [8] ;
- «Accounting and Finance Research» [9];
- «World Journal of Social Science» [10];
- «Journal of Public Policy and Administration» [11].

У 2013-2015 роках був членом робочих груп з розробки та імплементації національних стандартів вищої освіти підготовки фахівців магістерського рівня спеціальностей «Консолідована інформація», «Електронне урядування», «Місцеве самоврядування».
Керівник наукової теми «Інституційні засади формування державної регуляторної політики на основі принципів електронного урядування» (НДР 0113U007834 від 27.11.2013 р).
Відповідальний виконавець наукових тем: «Механізми адаптації системи публічного управління в Україні відповідно до стандартів Європейського Союзу» (НДР 0115U000862 від 23.03.2015 р.) та «Розвиток місцевого самоврядування в Україні в умовах реалізації структурних реформ та в контексті європейської інтеграції» (НДР 0114U002852 від 25.12.2014 р.).
У 2002 – 2003 роках – заступник наукового керівника проєкту "Стратегія економічного та соціального розвитку Херсонської області".
Серед наукових інтересів – державна регуляторна політика, стратегування та місцевий розвиток, електронне урядування, проблеми взаємодії влади, бізнесу і громадськості, сучасні інформаційні технології.
Автор понад 70 наукових статей та 110 виступів (тез) на наукових комунікативних заходах, автор більше 150 навчально-методичних доробок. Серед них ряд навчальних посібників, чотири колективні та одна особиста монографії:
- Підвищення конкурентоспроможності територіальних громад: симбіоз стратегування та державної регуляторної політики. Методи та інструменти аналізу і прогнозування ринкової ситуації в забезпеченні стійкості суб’єктів господарювання: колективна монографія / за заг. ред. Н. В. Шандової. Херсон: ФОП Вишемирський В. С., 2021. С. 8 – 31.
- Формування та реалізація державної регуляторної політики в Україні: монографія / Дурман М.О. – Херсон: Вид-во ФОП Вишемирський В.С., 2019. – 484 с. ISBN 978-617-7783-48-9[12].
- Громадівська модель самоврядування в Україні: колективна монографія / Кол. авт., за заг. ред. проф. Ю.М. Бардачова, І.П. Лопушинського, Р.М. Плюща. – Херсон, Книжкове видавництво ФОП Вишемирський В.С., 2019. - 708 с. ISBN 978-617-7573-81-3[13].
- Місцеве самоврядування в Україні: євроінтеграційний шлях: колективна монографія. / за заг. ред. Р. М. Плюща. К.: РІДНА МОВА, 2016. - 808 с. ISBN 978-966-917-055-2.
- Модернізаційні та євроінтеграційні орієнтири розвитку місцевого самоврядування в Україні : колективна монографія / [за заг. ред. А.Й. Яскевича]. – К.: НАДУ, 2016. – 743 с.

## Експертна, тренерська та громадська діяльність
З 2021 року– до цього часу – радник з питань місцевого/регіонального розвитку Програми U-LEAD з Європою (Миколаївська, Одеська, Дніпропетровська, Запорізька області).
З 2021 року – до цього часу – національний експерт з питань стратегічного розвитку україно-швейцарського проєкту DECIDE.
2020 – 2021 роки – національний експерт з питань стратегування Програми розвитку ООН в Україні.
З 2020 року – до цього часу – експерт-оцінювач Національного фонду досліджень України .
З 2017 року – до цього часу –  експерт мережі "Громадська школа дієвих практик ЄС", що організована Інститутом європейської політики (Берлін) за підтримки Міністерства закордонних справ Німеччини .
2020 рік– тренер післядипломної сертифікатної програми «Менеджмент у закладах місцевого самоврядування України» за підтримки Програми Агентства США з міжнародного розвитку (USAID) "Децентралізація приносить кращі результати та ефективність" (DOBRE [Архівовано 25 травня 2020 у Wayback Machine.]) у напрямках «Проєктний менеджмент», «Місцевий економічний розвиток», «Місцеві фінанси».
З 2018 року – до цього часу – майстер-тренер Інституту Політичної Освіти [Архівовано 15 березня 2022 у Wayback Machine.] (Київ) з питань стратегування та бюджетного процесу.
2017 – 2019 роки –  радник з питань регіонального розвитку Миколаївського Центру розвитку місцевого самоврядування, що фінансується за сприяння Програми «U-LEAD з Європою» [Архівовано 12 травня 2020 у Wayback Machine.].
З 2016 року – до цього часу –  член науково-технічної ради з питань формування і виконання регіональної програми інформатизації Херсонської області .
З 2000 року – до цього часу – розробка і проведення семінарів, тренінгів, навчань державних службовців, посадових осіб місцевого самоврядування, громадських активістів в Херсонській області та АР Крим в рамках програм і проєктів, що фінансуються за кошти міжнародної технічної допомоги (теми семінарів «Засади державної регуляторної політики», «Бюджетний процес в умовах децентралізації влади», «Розробка стратегії розвитку територіальної громади» «Антикризове управління», «Стратегічне планування», «Комунікації в умовах кризи», «Інструменти та технології електронного урядування» тощо) .
2005 – 2006 роки – експерт-консультант з питань регуляторної реформи USAID|БІЗПРО.
1998 – 2000 роки–  голова первинної профспілкової організації студентів та аспірантів Херсонського національного технічного університету.
Співзасновник Громадської організації «Причорноморське науково-дослідне товариство» , член Громадської наукової організації «Всеукраїнська асамблея докторів наук з державного управління» .
Заступник голови Громадської ради при ГУ ДФС України в Херсонській області.
Веде активну просвітницьку роботу у сфері децентралізації та регіонального/місцевого розвитку..
Займає активну позицію щодо відкритості публічної влади та розбудови громадянського суспільства .
З 2023 року є аналітиком, журналістом та волонтером канадської україномовної радіостанції Радіо "Трембіта" .

## Науковий інтерес: формування та реалізація державної регуляторної політики в Україні
У своїх наукових дослідженнях М. Дурман наводить теоретичне узагальнення та нове вирішення актуального наукового завдання в галузі державного управління щодо теоретико-методологічного обґрунтування сутності, змісту й процесів формування та реалізації державної регуляторної політики, у тому числі й з використанням передового зарубіжного досвіду, та розроблення науково-практичних рекомендацій органам публічної влади щодо вдосконалення означених процесів на сучасному етапі українського державотворення.
Так, в статті "Growing and functions of the State Regulatory Service of Ukraine as the main subject of formation and realization of the State Regulatory Policy"  розглядаються питання становлення Державної регуляторної служби (ДРС) як основного суб’єкта формування та реалізації державної регуляторної політики. Вказується, що на сьогодні діяльність ДРС зосереджена на таких трьох напрямках: участь у формуванні державної регуляторної політики, діяльність у сфері державної політики щодо ліцензування підприємницької діяльності та контроль за діяльністю органів публічної влади у сфері формування регуляторної політики
В статті "UKRAINE'S INTERNATIONAL COMMITMENTS TO RESOLVE REGULATORY ISSUES" розглядаються міжнародні зобов’язання України щодо вирішення регуляторних проблем. Одним із головних таких зобов’язань є гармонізація вітчизняного законодавства у відповідності з вимогами законодавства ЄС та імплементація відповідної нормативно-правової бази (директив, регламентів та процедур). Вказано, що документом, який вимагає суттєвих змін регуляторних норм та правил є Угода про Асоціацію між Україною та Європейським Союзом і його державами-членами, а також положення щодо поглибленої та всеосяжної зони вільної торгівлі (ПВЗВТ), які є невід’ємною частиною Угоди.   
В статті "Economic theories and state regulatory policy: mechanisms and tools for implementation"  проводиться аналіз різних економічних теорій (Кейнсіанство, Меркантилізм, Вільне підприємництво, Теорія економічного зростання, Монетаризм, Лібертаріанство) та можливість реалізації в них положень державної регуляторної політики (ДРП). Вказано, що більшість економічних теорій в тій чи іншій мірі допускають втручання держави в діяльність ринкової економіки через формування і реалізацію державної регуляторної політики. Механізми та інструменти ДРП в різних економічних теоріях можуть відрізнятися, проте саме за державою залишається право на вибір таких інструментів (крім лібертаріанства, яке обмежує таку можливість тільки дерегуляцією). Для України, на нашу думку, найбільш повно підходить неолібералізм, який поєднує в собі державне регулювання економічними процесами на всіх стадіях формування та дії ринкової економіки, використовуючи для цього інструменти, що відповідають не тільки потребам держави, але й потребам ринкової економіки.  
В статті "Електронні ресурси та сервіси як інструменти підвищення ефективності державної регуляторної політики"  розглядається використання електронних ресурсів та сервісів як інструментів підвищення ефективності формування, впровадження та моніторингу державної регуляторної політки, а також регуляторної діяльності органів публічної влади. Указується, що забезпечення ефективності державного управління у цій сфері в сучасних умовах розвитку інформаційного суспільства не може бути досягнуто без упровадження цифрових технологій.   
В статті "FACTORS OF IMPACT ON THE FORMATION AND IMPLEMENTATION OF THE STATE REGULATORY POLICY"  розглядаються питання визначення чинників впливу на формування та реалізацію державної регуляторної політики в Україні. Вказується, що Україні вже існує доволі непогана база правового та інституційного забезпечення регуляторної політики. Головними чинниками регуляторної реформи є дерегуляційні та фільтраційні процеси, що запобігають виникненню та забезпечують своєчасний перегляд регуляторних норм або взагалі скасування неефективних регуляторних актів. Проте визначення інших чинників, що впливають на ці процеси на загальнодержавному рівні у контексті виконання державноуправлінських функцій, є недостатнім. Тому запропоновано проаналізувати державноуправлінські функції з точки зору їх впливу на формування та реалізацію державної регуляторної політики. Перелік і зміст зазначених функцій визначається насамперед об'єктивними причинами втручання держави в перебіг ринкових процесів (необхідністю подолання неспроможність ринкового механізму господарювання і потребами встановлення господарського порядку, дотримання балансу суспільних інтересів, створення умов сталого економічного і соціального розвитку, захисту національних інтересів тощо). Було визначено, що десять чинників стосуються умов, необхідних для сталого розвитку економічно-господарського комплексу, а також із утвердженням і розширенням впливу країни у світовому економічному, суспільному і політичному просторах. А приклади, наведені у статті, показують, що державна регуляторна політика, незважаючи на її нібито спрямованість до регулювання господарської діяльності, має вплив на всі сфери економічного життя України – стимулювання економічного зростання, забезпечення позитивних структурних змін у національній економіці, підтримка науки і освіти, захист навколишнього середовища, досягнення здобутків у глобалізованому світі тощо.  
В статті "УДОСКОНАЛЕННЯ ПОНЯТІЙНО-ТЕРМІНОЛОГІЧНОГО АПАРАТУ У СФЕРІ ДЕРЖАВНОЇ РЕГУЛЯТОРНОЇ ПОЛІТИКИ В УКРАЇНІ"  здійснено комплексний аналіз базових понять та термінів у сфері державної регуляторної політики. Понятійно-термінологічний апарат (поняття, терміни й категорії) відображає специфіку досліджуваного об’єкта, принципи й методи наукового аналізу. Науково-теоретичне обґрунтування інструментарію регуляторної політики держави повинно враховувати сучасні умови розвитку економіки та інтеграційних процесів. У дослідженні представлені складові регуляторної політики держави, які містять організаційні та правові механізми державного управління, методи формування, здійснення та відстеження результатів реалізації державної регуляторної політики з точки зору системного підходу та системного аналізу. Пропонується увести поняття «комплексний критерій оцінки ефективності регулювання» — показник, що визначається як сукупність оцінок ефективності механізмів формування та здійснення регуляторних рішень, що включають в себе їх відповідність політиці регулювання певної галузі господарювання (аналіз процесу управління галуззю, його вдосконалення, синтез нового регуляторного рішення із заданими цілями), контрольованості (можливість втручання в процес регулювання на його різних стадіях із забезпеченням досягнення поставлених цілей), безперебійності регулювання (система управління галуззю за допомогою регуляторних рішень повинна забезпечувати виконання суб’єктами та об’єктами регулювання своїх повноважень і забезпечувати розвиток галузі), раціональності та функціонального призначення.
В статті "Деякі аспекти регуляторної діяльності Кабінету Міністрів України"  розглянуто деякі аспекти регуляторної діяльності Кабінету Міністрів України. Зазначено, що нормативно-правове забезпечення дуже важливе для різних сфер державного управління, при формуванні та реалізації державної політики в них, у тому числі й державної регуляторної політики. Тому проведення аналізу діючої нормативно-правової бази формування та реалізації державної регуляторної політики Кабінетом Міністрів України в галузях, що відносяться до сфери його управління є актуальним. Механізми регуляторної взаємодії між різними гілками влади, а також органами місцевого самоврядування, встановлюються виключно Конституцією України і Законами України. Розкрито твердження, що регулювання економічних відносин все рівно відбувається через організаційно-правовий механізм та його реалізацію – нормативно-правове забезпечення регуляторної діяльності – формування, реалізацію та моніторинг державної регуляторної політики. Якщо розглядати регуляторну діяльність Кабінету Міністрів України, то він може видавати постанови та розпорядження, що будуть мати пряму регуляторну дію, або цими нормативно-правовими актами будуть затверджуватися відповідні положення, порядки, регламенти тощо, які теж будуть носити регуляторний характер. У висновку наголошується, що на сьогодні підтверджується велика роль Кабінету Міністрів України у формуванні, реалізації та моніторингу державної регуляторної політики як через прийняття відповідних нормативно-правових актів, що відносяться до ДРП, так і через передачу регуляторних повноважень іншим центральним органам виконавчої влади, їх територіальним підрозділам, місцевим державним адміністраціям та органам місцевого самоврядування.  
В статті "ІНСТРУМЕНТИ РЕГУЛЯТОРНОЇ ДІЯЛЬНОСТІ ОРГАНІВ МІСЦЕВОГО САМОВРЯДУВАННЯ"  розглядаються інструменти регуляторної діяльності органів місцевого самоврядування. Вказується, що формування, реалізація та моніторинг державної регуляторної політики на місцевому рівні – складна та відповідальна задача, адже, крім врахування вимог загальнодержавних політик управління тією чи іншою галуззю, слід звертати увагу на місцеві особливості, а також стратегічні напрямки розвитку тієї чи іншої громади. Особливо актуальним це є для об’єднаних територіальних громад (ОТГ), які в рамках процесів децентралізації, в тому числі й секторальної, отримали розширені повноваження по управлінню різними сферами свого соціально-економічного комплексу. Проводиться аналіз нормативно-правової бази, що може слугувати органам місцевого самоврядування для проведення державної регуляторної політики на місцевому рівні.   
В статті "СПІВВІДНОШЕННЯ ПОНЯТЬ «ДЕРЖАВНИЙ» ТА «ПУБЛІЧНИЙ» У СФЕРІ РЕГУЛЯТОРНОЇ ПОЛІТИКИ: АКТУАЛІЗАЦІЯ ПОНЯТІЙНО- ТЕРМІНОЛОГІЧНОГО АПАРАТУ"  розглядаються проблеми актуалізації понятійно-термінологічного апарату у сфері державної регуляторної політики. Вказується, що діюча законодавчо-нормативна база надає широкі права у формуванні та реалізації державної регуляторної політики як органам державної влади та органам місцевого самоврядування різних рівнів (органам публічного управління), так і суб’єктам підприємницької діяльності, їх об’єднанням, науковим установам.  Тому із залученням до процесу формування державних політик суспільних інституцій ці політики перетворюються на публічні. При цьому держава встановлює загальні правила формування політик. Сформульовано авторські визначення нових термінів, що відносяться до сфери регуляторної політики: публічна регуляторна політика, суб’єкт публічної регуляторної політики, об’єкт публічної регуляторної політики.   
В статті "АЛЬТЕРНАТИВНІ МОДЕЛІ ФОРМУВАННЯ ТА РЕАЛІЗАЦІЇ ДЕРЖАВНОЇ РЕГУЛЯТОРНОЇ ПОЛІТИКИ ТА ЇХ СПІВВІДНОШЕННЯ ЗІ СТРАТЕГІЯМИ ЕКОНОМІЧНОГО РОЗВИТКУ ТЕРИТОРІЙ"  розглядаються особливості впровадження альтернативних моделей формування та реалізації державної регуляторної політики (ДРП) у відповідності із стратегіями економічного розвитку територій. Визначено, що регулювання розвитку та економічне планування повинно узгоджуватися із загальними стратегічними цілями окремої адміністративно-територіальної одиниці, громади, регіону, держави. Проаналізовано цілі державної регуляторної політики та цілі місцевого економічного розвитку. Досліджені взаємозв’язки між цілями ДРП та цілями місцевого економічного розвитку показали, що механізми та інструменти державної регуляторної політики можуть слугувати активним підґрунтям для формування альтернативних політик розвитку тих чи інших галузей економіки або стратегій розвитку адміністративно-територіальних одиниць різних рівнів. У висновку зазначено, що на різних рівнях управління – державному, регіональному та місцевому – стратегія економічного розвитку розглядається як обраний курс економічної політики, розрахований на тривалу перспективу і спрямований на вирішення економічних та соціальних завдань, що стоять перед державою та місцевим самоврядуванням, збереження і примноження економічного потенціалу, підвищення якості життя громадян. При цьому державна регуляторна політика виступає як механізм сприяння ефективній реалізації такої стратегії, і може бути сформована як окрема стратегія ДРП (на державному або регіональному рівнях) або як певний набір різних механізмів та інструментів ДРП (на місцевому рівні).   